# Wąwóz Lowietiński

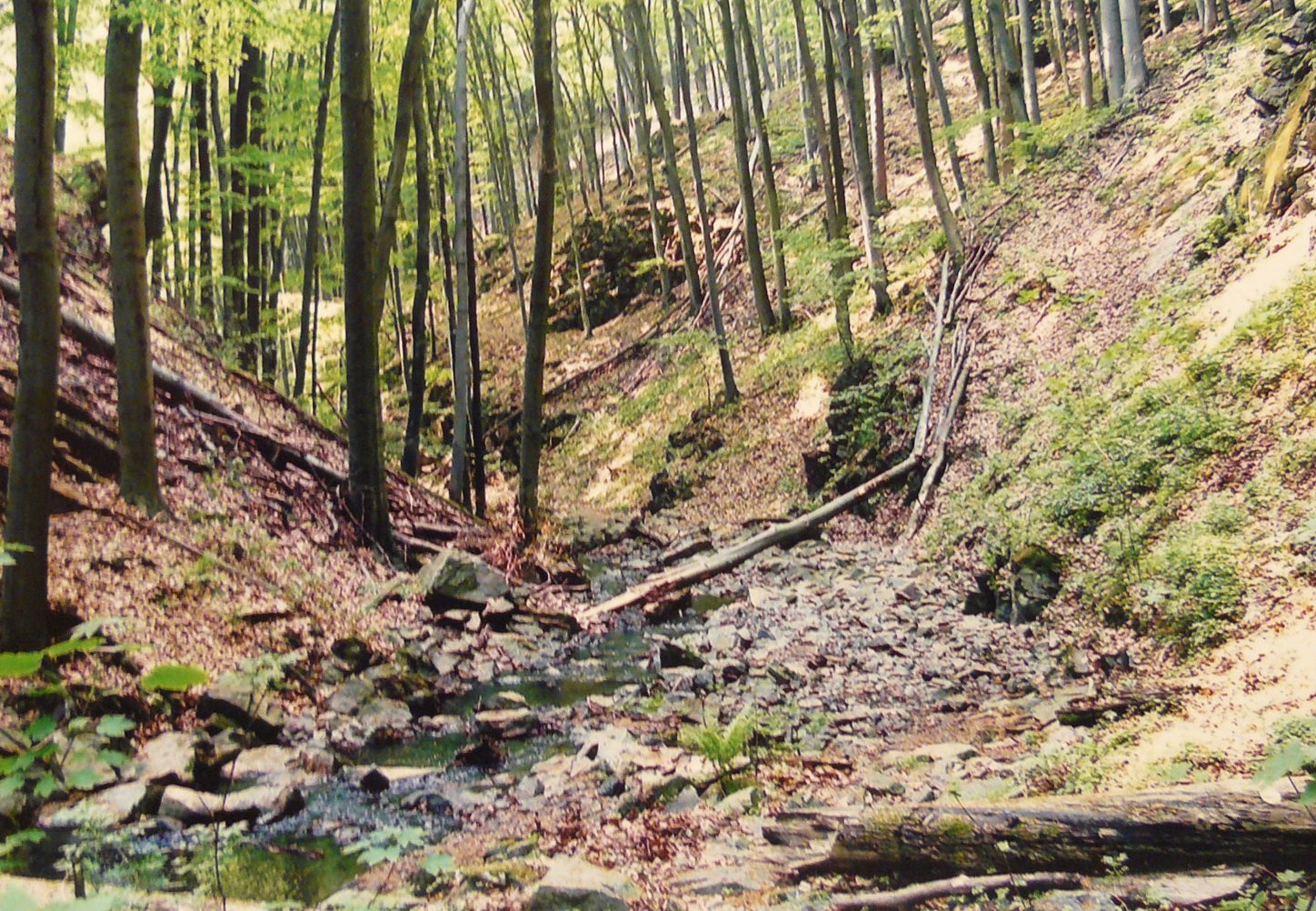
Wąwóz Lowietiński

Wąwóz Lowietiński (czes. Lovětínská rokle) – wąwóz na terenie Czech w Górach Żelaznych koło wsi Podhradí, na terenie powiatu (okresu) Chrudim w Kraju pardubickim.
Wąwóz znajduje się w rezerwacie przyrody Lichnice - Kaňkovy hory, i stanowi najciekawsze podejście do ruin zamku Lichnice (szlak żółty). Porośnięty ciemnym liściastym lasem. Okolica urozmaicona licznymi skałkami, z których największa to wychodnia Dívčí kámen. Ścieżka dnem wąwozu często krzyżuje się z szeroko rozlewającym się Lovětínským potokiem (brody), co stanowi atrakcję turystyczną, zwłaszcza przy wyższym stanie wód. 